# 152 Batalion WOP
152 Batalion Wojsk Ochrony Pogranicza – samodzielny pododdział Wojsk Ochrony Pogranicza.

## Formowanie i zmiany organizacyjne
Na podstawie rozkazu MBP nr 043/org z 3 czerwca 1950 roku, na bazie 12 Brygady Ochrony Pogranicza, sformowano 15 Brygadę Wojsk Pogranicza, a z dniem 1 stycznia 1951 roku koszaliński 22 batalion Ochrony Pogranicza przemianowano na 152 batalion WOP.
W 1956 roku rozformowano 152 Batalion WOP podporządkowując strażnice brygadzie.
W 1958 odtworzono dowództwo 152 batalionu WOP jako komórkę dowódczą, której podporządkowano strażnice: Ustronie Morskie, Mielno, Łazy, Darłowo, Jarosławiec, Ustka. Na dowódcę batalionu wyznaczono mjr. Henryka Sobolewskiego. 
W 1960 roz?(prze)formowano batalion.
Koszaliński batalion po raz kolejny rozformowano w 1963 roku

## Struktura organizacyjna
1 stycznia 1960 roku batalionowi WOP Koszalin podlegały:
- 7 strażnica WOP III kategorii Ustka
- 8 strażnica WOP III kategorii Jarosławiec
- 9 strażnica WOP III kategorii Darłowo
- 10 strażnica WOP IV kategorii Łazy
- 11 strażnica WOP II kategorii Mielno
- 12 strażnica WOP III kategorii Ustronie Morskie

## Dowódcy batalionu
- por. Henryk Szumski (był w 1949)
- por. Piotr Stankiewicz (13.05.1951-27.11.1951)[6]

- kpt. Bulesowski Piotr (27.11.1951-?)[6]

- mjr Czajer Władysław[6]

- mjr Roman Zagórski [6]